# Croton refractus
Croton refractus är en törelväxtart som beskrevs av Johannes Müller Argoviensis. Croton refractus ingår i släktet Croton och familjen törelväxter. Inga underarter finns listade i Catalogue of Life.